# Bateia

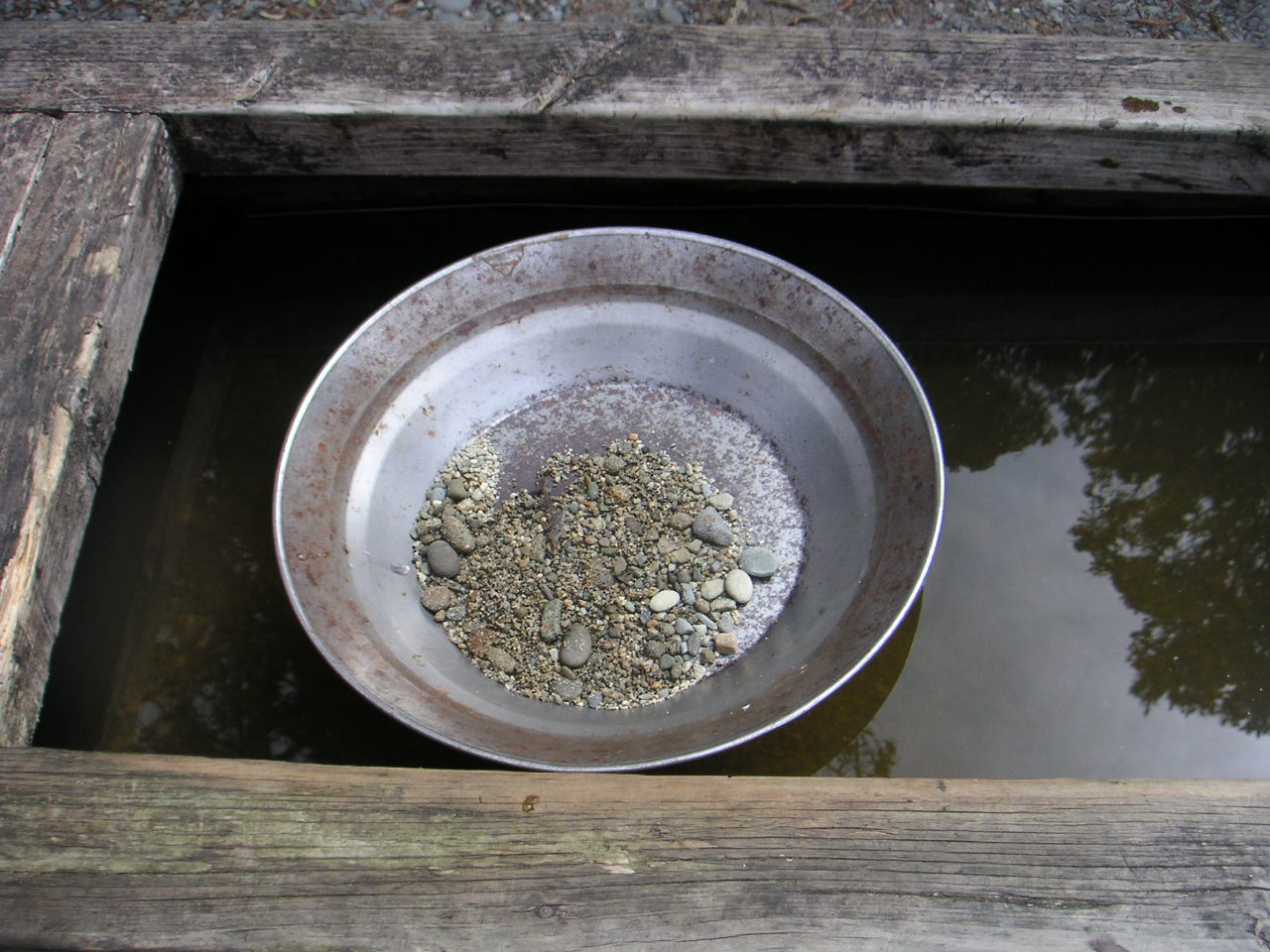
Bateia de metal

Uma bateia é um utensílio usado na mineração em pequena escala, geralmente em depósitos de sedimentos em cursos de água, para a obtenção de concentrados de minérios metálicos, sobretudo os preciosos, como o ouro ou diamante. Ao colocar-se uma pequena quantidade de sedimento na bateia e adicionar-se alguma água, procede-se à agitação da mistura através dum movimento aproximadamente circular. Tal agitação, conjugada com a diferença de densidade entre os minérios metálicos e os restantes sedimentos, permite efectuar a separação daqueles. 
Presumivelmente, a palavra provém do grego batiaca (“espécie de taça de beber, copo”),  que, através do árabe, dá origem ao termo português bátega, que é uma antiga bacia de metal.